# 문화적 학살
문화적 학살(cultural genocide)은 폴란드 변호사 라파엘 렘킨이 1944년에 처음으로 설명한 개념으로, 집단학살(genocide)이라는 용어를 만들어낸 책에서 언급했다. 문화 파괴는 렘킨이 대량학살을 정의하는 데 있어 핵심 요소였다. 문화적 학살의 정확한 정의는 여전히 논란의 여지가 있지만, 유엔은 1948년 집간살해 협약에서 사용된 대량학살의 정의에 문화적 학살을 포함하지 않는다. 아르메니아 대량학살 박물관은 문화적 학살을 "종교적, 국가적, 문화적 파괴를 통해 국가나 민족 집단의 문화를 파괴하기 위해 수행된 행위와 조치"로 정의하는데, 이는 본질적으로 민족학살과 동일한 것으로 보인다. 로버트 자울린과 같은 일부 민족학자들은 문화적 학살의 대체 용어로 민족말살(ethnocide)이라는 용어를 사용하지만, 이러한 용법은 민족성과 문화를 혼동할 위험이 있다는 비판을 받아왔다. 문화적 학살과 민족말살은 과거에 별개의 맥락에서 사용되었다. 민족적 정체성은 유지되지만 문화적 요소는 제거될 때, 민족적 학살이 없는 문화적 대량 학살은 상상할 수 있다.
문화적 학살은 책, 예술 작품, 구조물과 같은 문화적 유물을 근절하고 파괴하는 것을 포함한다. 이 문제는 제네바 협약과 로마 규정을 포함한 여러 국제 조약에서 다루어지며, 이는 문화 파괴와 관련된 전쟁 범죄를 정의한다. 문화적 대량 학살에는 강제 동화와 파괴자의 적절한 개념에 부합하지 않는 언어나 문화 활동의 억압도 포함될 수 있다. 다른 많은 잠재적 이유 중에서 문화적 대량 학살은 종교적 동기(예: 반우상주의에 기반한 우상 파괴)로 저질러질 수 있다. (특정 지역이나 역사에서 사람들의 증거를 제거하려는 시도에서 민족 청소 캠페인의 일환으로) 과거와 관련 문화가 삭제되고 역사가 "재설정"되는 이어 제로(Year Zero)를 구현하려는 노력의 일환으로 저질러질 수 있다. 1948년 대량학살 협약의 초안 작성자들은 처음에는 이 용어를 사용하는 것을 고려했지만 나중에는 포함하지 않기로 했다. "문화적 학살"이라는 용어는 다양한 유엔 선언 초안에서 고려되었지만 유엔 대량학살 협약에서는 사용하지 않는다.

## 같이 보기
- 문화 동화
- 문화제국주의
- 민족 청소
- 민족 분쟁
- 민족중심주의
- 민족말살
- 강제동화
- 언어 사멸
- 종교 박해